# Spółgłoska zwarta dziąsłowa dźwięczna
Spółgłoska zwarta dziąsłowa dźwięczna – rodzaj dźwięku spółgłoskowego występujący w językach naturalnych, oznaczany w międzynarodowej transkrypcji  fonetycznej IPA symbolem [d].Jego bezdźwięczny wariant wygląda jak [d], ale wygląda tak: [d̥] albo [d̊].

## Artykulacja

### Opis
W czasie artykulacji tej spółgłoski:
- modulowany jest strumień powietrza wydychany z płuc, czyli jest to spółgłoska płucna egresywna
- tylna część podniebienia miękkiego zamyka dostęp do jamy nosowej, jest to spółgłoska ustna
- prąd powietrza w jamie ustnej uchodzi wzdłuż środkowej linii języka – spółgłoska środkowa
- język dotyka dziąseł – jest to spółgłoska dziąsłowa. W zależności od tego czy kontaktu dokonuje spodnia powierzchnia czy czubek języka, mówimy o spółgłosce apikalnej [d̺] lub laminalnej [d̻].
- Dochodzi do całkowitego zablokowania przepływu powietrza przez jamę ustną i nosową, a następnie do przerwania utworzonej blokady i wybuchu (plozji) – jest to spółgłoska zwarta.
- wiązadła głosowe periodycznie drgają, spółgłoska ta jest dźwięczna

### Warianty
Opisanej powyżej artykulacji może towarzyszyć dodatkowo:
- wzniesienie środkowej części grzbietu języka w stronę podniebienia twardego, mówimy wtedy o spółgłosce zmiękczonej (spalatalizowanej): [dʲ]
- wzniesienie tylnej części grzbietu języka w kierunku podniebienia tylnego, mówimy o spółgłosce welaryzowanej: [dˠ]
- przewężenie w gardle, mówimy o spółgłosce faryngalizowanej spółgłosce: [dˤ]
- zaokrąglenie warg, mówimy wtedy o labializowanej spółgłosce [dʷ]

Spółgłoska może być wymówiona:
- z rozwarciem bez plozji, mówimy wtedy o spółgłosce bez plozji: [d̚].
- tylko częściowo dźwięcznie, mówimy wtedy o spółgłosce ubezdźwięcznionej: [d̥], [d̊]
- dysząco dźwięcznie (ang. breathy voice), mówimy wtedy o spółgłosce przydechowej (dźwięcznej): [d̤], [dʱ]

## Przykłady
- spółgłoska apikalna:
  - w języku polskim: duch [ˈdux]
  - w języku angielski: do [du:] „robić”
  - w języku nowogreckim: έντομο [ˈendo̞mo̞] „owad”
- spółgłoska laminalna:
  - w języku francuskim: doux [du:] „miękki”
- spółgłoska bezdźwięczna:
  - w języku komi: ԃаԃ [d̥ʲæd̥ʲ] „tłok”
  - w języku abchaskim: Адэ́лэ́ [ɐd̥ɘɬɘ] „Ala”